# Road to Kabul
Pour plus de détails, voir Fiche technique et Distribution.
Road to Kabul (en arabe : الطريق إلي كابول) est un film marocain réalisé par Brahim Chkiri, sorti dans les salles de cinéma le 25 avril 2012.
Le film écrit par le scénariste Sidney F-G James fut classé plus de 4 mois premier au box office national. Classé dans la catégorie des comédies d’aventures, le film est le premier du genre à travers toutes l’Afrique du Nord.
Il est également le premier film du monde Arabe et le premier produit cinématographique marocain à user de la technologie d’images de synthèses.

## Synopsis
Quatre amis voulant se rendre en Hollande se retrouvent perdus en Afghanistan !
Ali, Hmida, Mbarek et Masoud sont quatre jeunes chômeurs qui aspirent à quitter le Maroc à cause du harcèlement incessant qu’ils subissent chaque jour de la part d’un ancien flic véreux et ripou. Leur objectif est simple, prendre l’aile et immigrer clandestinement vers la Hollande.
À la suite de diverses circonstances, un de leurs amis « Hmida » se retrouve par erreur en Afghanistan. Ils décident alors de se lancer à sa recherche.
Durant leurs aventures, ils sont aidés par un jeune garçon afghan et un mystérieux soldat ayant déserté l’armée américaine. La particularité de cet ex-militaire est qu’il est amoureux de la fille du plus grand trafiquant d’opium d’Afghanistan.

## Fiche technique
- Titre original : Road to Kabul
- Titre arabe : الطريق إلي كابول Tarik ila Kabul
- Réalisation : Brahim Chkiri
- Scénariste : Sidney F-G James
- Coscénariste : Brahim Chkiri
- Production : Mohamed Rezqui & Hinda Sikkal
- Costumes : Driss Mhamedi
- Photographie : Ahmed Boutgaba
- Montage : Mokhtar Oumoumad
- Musique : Mohamed Oussama
- Pays d'origine :  Maroc
- Société de production : Image Factory
- Société de distribution : Canal 4
- Langue : Arabe dialectal marocain (darija)
- Sous-titre : Français
- Format : Couleurs 35 mm - Son Dolby SR/Digital SRD/DTS/SDDS
- Durée : 112 minutes
- Dates de sortie : 
  -  Maroc : 25 avril 2012

## Distribution
- Rabie Kati: Masoud,  l’Intello
- Rafik Boubker : Hmida, Le bad boy
- Amine Naji : Mbarek, le Geek (le pirate informatique)
- Younes Bouab : Ali, le Beau gosse
- Aziz Dadas : Nabil Ouchen, le Hrag (l’arnaqueur)
- Fatima Bouchain : Fattouma, mère de Hmida
- Saïd Bey : Ali Chah Benkadour, chef dune organisation terroriste
- Abderahim Meniari : Mokhtar Zbiba, flic véreux
- Ottoveggio Alexandre : Kurk, Officier américain

## Production
En termes de production, Road to Kabul a nécessité un budget colossal et demandé deux mois de tournage et plus d’un an et demi de post-production.
C’est fin mai 2010 qu’à débuté le tournage. Il s’est effectué principalement dans la ville de Casablanca, puis dans les régions de Tata et Taliouine (régions du Maroc situées dans les périphéries de Ouarzazate et de Taroudant).

## Accueil
En 2012,  année de sa sortie, Road to Kabul a été en première position au box-office marocain ; en 2013, il est passé en troisième position, et en 2014, en deuxième, ce qui en fait l'un des films marocains ayant reçu le meilleur accueil dans le pays.